# 平成エンタープライズ
株式会社平成エンタープライズ（へいせいエンタープライズ）は、埼玉県志木市に本社を置くバス事業者・旅行業者である。インバウンド系貸切バス事業者から出発し、ツアーバス参入を経て高速バスへ移行した「VIPライナー」の運行会社として知られる。
本項では、系列のバス事業者である平成コミュニティバス株式会社（へいせいコミュニティバス）についても記述する。

## 概要
貸切バス、高速バス（旧ツアーバス）の運行を中心事業とする。また東京都練馬区・板橋区・北区・足立区および多摩地域の一部で、特別支援学校のスクールバスの運行受託も行っている。ツアーバス「VIPライナー」の高速乗合バスへの移行を機に乗合バス事業へも進出し、かつては埼玉県内で一般路線バスやコミュニティバスの運行受託も行っていた。
バス事業以外では、フィットネスクラブ「カーブスジャパン」のフランチャイズチェーン契約としてフィットネス事業に進出した（#フィットネス事業を参照）。また宿泊事業としてドミトリー「ホステルわさび」などを運営する（#ホテル事業を参照）。過去にはラーメン店やサブウェイのフランチャイズ店などの外食事業（#外食事業を参照）、ネイルサロン、介護事業所などを運営していた。
年に一度、高速バス「VIPライナー」や一般路線バス、平成コミュニティバスの利用者や、カーブス東京都内3店舗と埼玉県内4店舗の会員に感謝して、謝恩イベントを実施している。

### 加盟団体
平成エンタープライズとして、以下の団体に加盟している
- 日本旅行業協会
- 日本バス協会
  - 埼玉県バス協会、東京バス協会、大阪バス協会、神奈川県バス協会、愛知県バス協会[1]
  - 過去には石川県バス協会にも加盟していた。[要出典]
- 中華人民共和国訪日団体観光客受入旅行会社連絡協議会
- 一般社団法人 アジアインバウンド観光振興会 (AISO)
- MONETコンソーシアム

## 歴史
「車の運転が好きなバスオタク」と自称する創業者の田倉貴弥が、1992年（平成4年）に25歳で起業し会社設立。田倉は父の会社が倒産したため、高校を中退し佐川急便に就職してセールスドライバーとして働いていた。田倉は「運転が好きだったから運送会社に就職した」と言う。しかしバブル景気の最中に早朝から深夜まで働きづめで体調を崩して退職。大切にしていた愛車の外車を売り、中古の日野・ブルーリボンRU（観光型12m車、1982年式）を800万円で購入。そのたった1台のバスを元手にバス会社を始めた。
田倉は「大きいバスが好きだったから（最初に）大型バスを買った」と言う。創業時に購入した最初のブルーリボンRUは「EF750型エンジンを積んだ乗りやすいバスだった」と田倉は述べるとともに、その「初代車両」は中古車として売却してしまったが「残しておけばよかった。今となっては残しておけばよかったと思うバスがたくさんある」と語っている。
父の知人の台湾人旅行業者から観光客の送迎とバスツアーを依頼されたことが契機で事業を始め、台湾人観光客の訪日外国人旅行をターゲットにしたインバウンド輸送から始めた。そして台湾や香港から仕事が入るようになり、台湾人経営者から2,000万円の融資を受けてバスを3台に増車。さらに華僑経営者らから約1億円の融資を受けて1992年に会社を設立した。借金は4 - 5年で返済できたという。まだ政府がインバウンド観光に力を入れ始める前の時代、当時の観光バス業界は国内需要が中心で、1980年代から1990年代には台湾人観光客を受け入れない観光バスも多かったため需要はあった。
当初は旅行会社から仕事を受け、田倉自身が運転手として観光客を乗せており、入社してきた従業員にも田倉自身が運転を教えていたまた田倉は自ら運転するかたわら旅行会社への営業も行っていたが、この際に佐川急便でセールスドライバーとして勤務していた経験が役立ったという。こうして平成エンタープライズは、インバウンド向け観光バス会社の先駆けとして急成長していく。
2000年代のバス事業規制緩和を受け、2007年8月に東京 - 大阪間で高速ツアーバス「VIPライナー」を運行開始、ツアーバス業界に参入。首都圏と京阪神を結ぶツアーバスは需要の高さから多くの貸切バス事業者が運行に参入し、特に東京 - 大阪間は激戦区となり熾烈な価格競争が繰り広げられた。その中で「VIPライナー」では乗客の快適性を追求し、2009年8月には「VIPライナー」に女性専用車「プルメリア」を運行開始。女性客をターゲットとしたパウダールーム付きの待合室「VIPラウンジ」を設置し、2010年7月には第1号として新宿VIPラウンジがオープン（2020年9月閉鎖）、同年10月には関西に京都VIPラウンジ、なんばVIPラウンジを同時開設した。また夜行バスで後ろの乗客に気を遣わなくて済むよう、運転手が一斉リクライニングを促すなどの工夫もしていた。ツアーバスブームで「VIPライナー」の知名度は向上し「平成エンタープライズ」という社名よりも知られるようになった。2013年（平成25年）にツアーバスが高速乗合バスへ統合され「新高速乗合バス」制度が発足すると、ツアーバスから撤退する貸切バス事業者が相次ぐ中、平成エンタープライズは「VIPライナー」を高速乗合バスへ移行して運行を継続した。
2012年（平成24年）2月2日には、関連会社として平成コミュニティバス株式会社を設立し、大阪市住之江区に大阪営業所を置いた。また、平成エンタープライズとして地方自治体の入札にも参加し、スクールバスなどの福祉輸送にも進出した。
2010年代後半にはインバウンド観光の好調を受け、2017年（平成29年）時点では従業員800人、バス保有台数は400台に達した。2017年3月期の連結業績は売上高は約70億円、純利益は約2億円を見込み、売上高は創業時の約230倍にまで成長を遂げた。同年2017年1月時点では、翌2018年12月を目処に株式上場を予定し、時価総額で100億円程度を目指すとしていた。しかし乗合バス事業者の7割は赤字で新規上場が難しい業界とされ、上場企業は神奈川中央交通など4社のみにとどまる。
2017年10月には、バス車両を使用した移動型キッズスペース「あそびばす」を開始。翌2018年2月に商標登録しており、名称は「遊び場」と「バス」を組み合わせたかばん語である。中古車両の座席を撤去して車内をキッズスペースとしたもので、専用車両は日野・ブルーリボン、いすゞ・キュービックなどを使用している。
最初のバスが日野自動車製であったことから、創業以来新車は日野車を中心に購入しており、平成エンタープライズで購入するバスは現在でも全て社長の田倉自身が選んでいる。ある年には年間48台を新車購入し、その年の関東地方での購入数トップになったと日野自動車のディーラーから知らされたこともあったという。ただし他事業者からの移籍車など中古導入車には日野自動車製以外の車両も在籍する。

## 営業所一覧
- 三芳営業所（埼玉県入間郡三芳町）旧称「本社営業所」[10]
- 首都圏営業所（埼玉県和光市）2020年開設[6]
- ひばり営業所（埼玉県入間郡三芳町）2017年4月開設[6]、特定車中心
- 加須営業所（埼玉県加須市）
- 東京営業所（東京都西多摩郡瑞穂町）
- 足立営業所（東京都足立区）
- 空港営業所（東京都大田区）2018年9月開設[6]、ハイヤー中心
- 小平営業所（東京都小平市）
- 神奈川営業所（神奈川県横浜市港北区）
- 千葉営業所（千葉県市原市）
- 金沢事務所（石川県金沢市）2019年4月開設[6]。2022年に金沢営業所より名称変更
- 名古屋営業所（愛知県名古屋市南区）
- 大阪営業所（大阪府岸和田市）
- 平成コミュニティバス大阪営業所（大阪府大阪市住之江区）- 旧富士セービングバス大阪営業所

## バス事業
前述の通り、都市間高速バスを中心に運行している。
後に通常の路線バスやコミュニティバスの受託運行にも参入していたが、最盛期より順次廃線が進み、2024年3月までに全路線が運行終了となり、路線バスとしては祖業の高速バスに注力することになる。
また、路線バス以外にも、特定バスとして福祉バスや送迎バスの運行を受託している。

### 高速バス

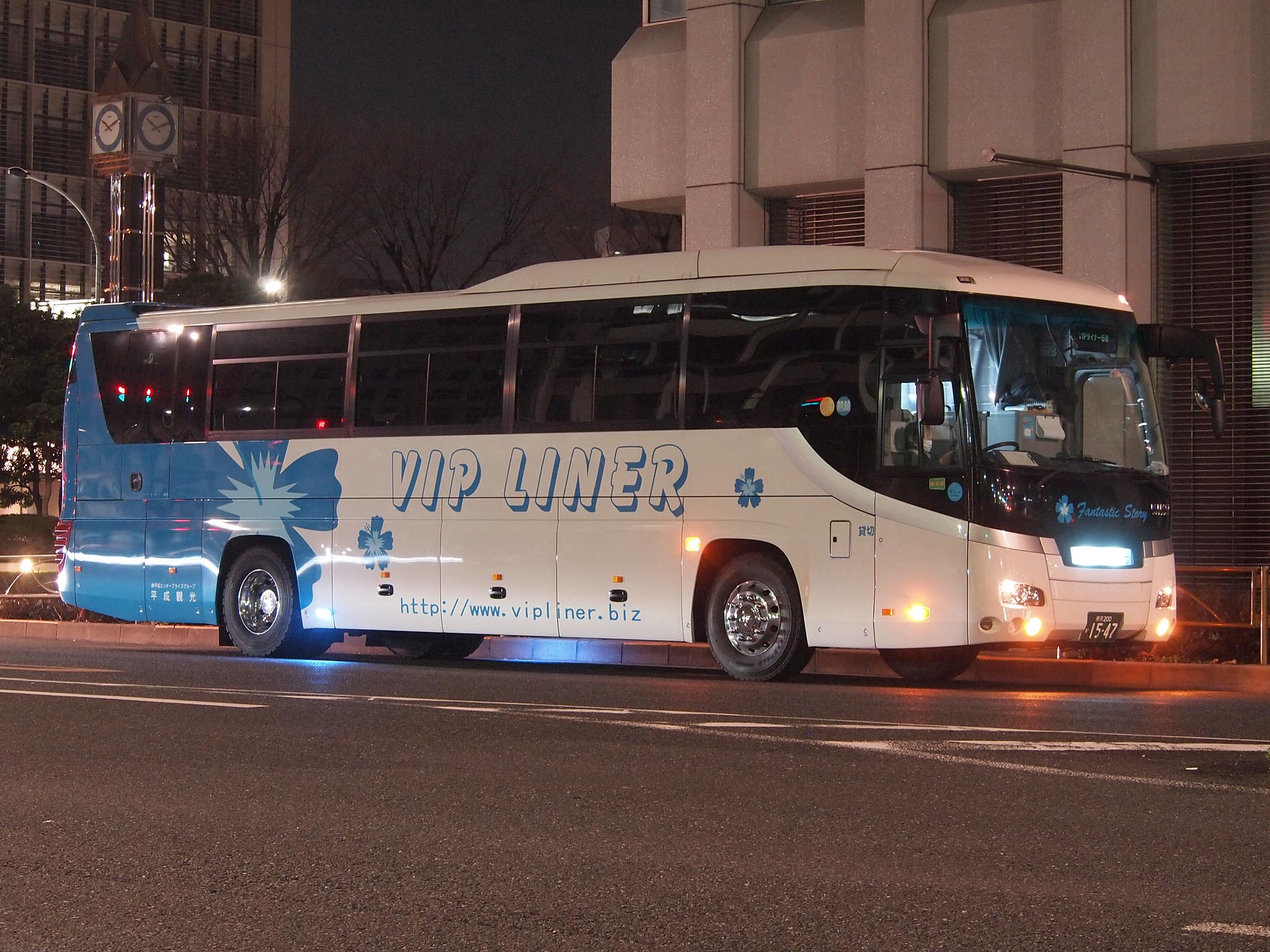
VIPライナー専用車

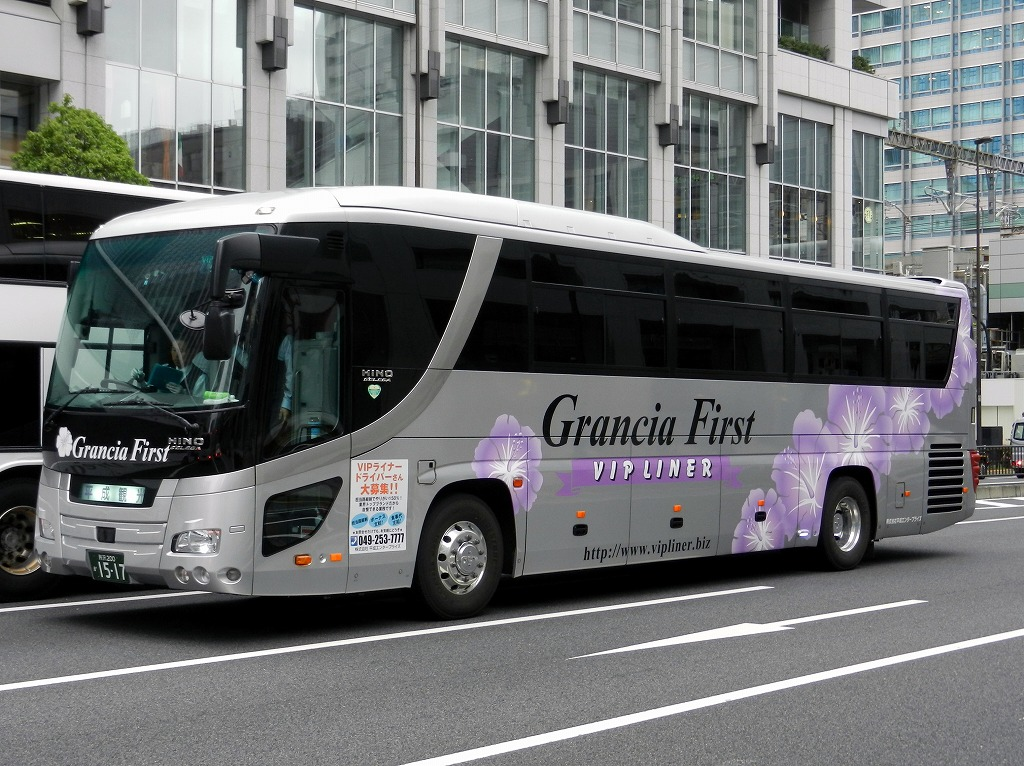
グランシアファースト号

VIPライナーのブランドで高速路線バスを運行している（前述）。もともとツアーバスとしての運行時から高速路線バスへの移行を見越しており、所有車両には2010年から全車両にドライブレコーダーを標準装備し、ドライバーの教育にも力を入れている。
一部の便において低反発素材を内蔵した座席「エアリィソファ」や、電動バックシェル3列もしくは同4列シートを使用している。VIPライナーで使用しているブランケットや低反発枕は常に自社専属のコインランドリーで洗濯・乾燥を行い清潔に保たれている。
オプションとして、自社経営の和風カプセルホテル「ゲストハウスWASABI」宿泊・休憩プラン（#ホテル事業参照）、都営交通一日乗車券「都営まるごときっぷ」、京都市営バス・京都バス、京都市営地下鉄・嵐電の一日乗車券、TDRのパスポート券、マンボー・自遊空間・メディアカフェポパイのネットカフェ利用券、大江戸温泉物語の入浴券などを組み込むことが出来る。また毎年大晦日から元日・2日にかけては全便運休となる。
また、神姫観光バスが運行する「LimonBus」の運行支援及び予約・発券業務も行っている。
運行エリア
- 関東エリア - 名古屋方面
- 関東エリア - 大阪方面
- 関東エリア - 北陸方面
- 東京 - 河口湖
- 名古屋 - 高山
- 名古屋 - 白川郷

停留所
乗車地・降車地の組み合わせは路線によって異なるので、ウェブサイトで確認されたい。
- 埼玉県：志木駅・川越駅・大宮駅・さいたま新都心駅・さいたま新都心バスターミナル
- 千葉県：千葉駅・東京ディズニーランド
- 東京都：東京VIPラウンジ（日本橋駅近く）・バスターミナル東京八重洲（平成コミュニティバス運行便と河口湖線のみ乗り入れ）・バスタ新宿・王子駅・秋葉原駅・池袋駅西口・新木場駅
- 神奈川県：川崎駅・横浜駅（東口バスターミナル、YCAT）
- 山梨県：河口湖駅西・ホテル湖龍・河口湖クラフトパーク・富士大石ハナテラス
- 名古屋地区：豊橋駅・名古屋VIPラウンジ（名古屋駅太閤通南口）・栄・金山駅北口・長久手古戦場駅
- 岐阜地区：ひるがの高原・崇教真光総本山前・高山（ひだホテルプラザ前）・白川郷（古志山）
- 北陸地区：富山駅・高岡駅・金沢駅
- 京都府：京都VIPラウンジ（京都駅八条口・イオンモールKYOTOそば）・祇園四条駅
- 大阪府：新大阪駅・大阪VIPラウンジ（西梅田駅）・VIPヴィラなんば（難波駅）・天王寺・USJ・堺東駅・岸和田駅
- 兵庫県：神戸三宮

### 一般路線バス
2024年1月1日以降、運行路線なし

#### 廃止路線

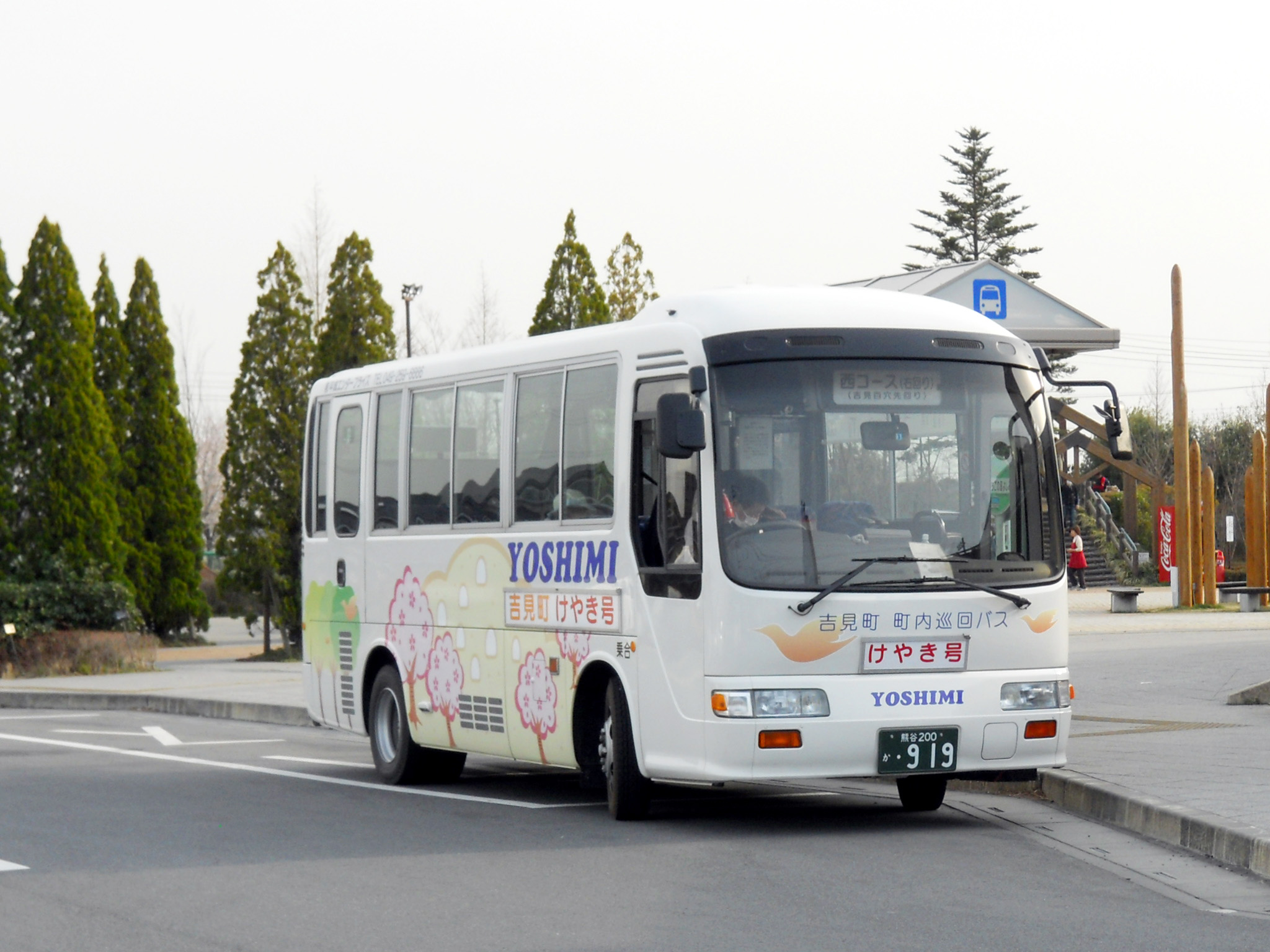
吉見町巡回バス専用車両
日野・リエッセ ステップリフトバス

イオンモール羽生線
2023年12月31日を以て廃止。
- 羽生総合病院経由

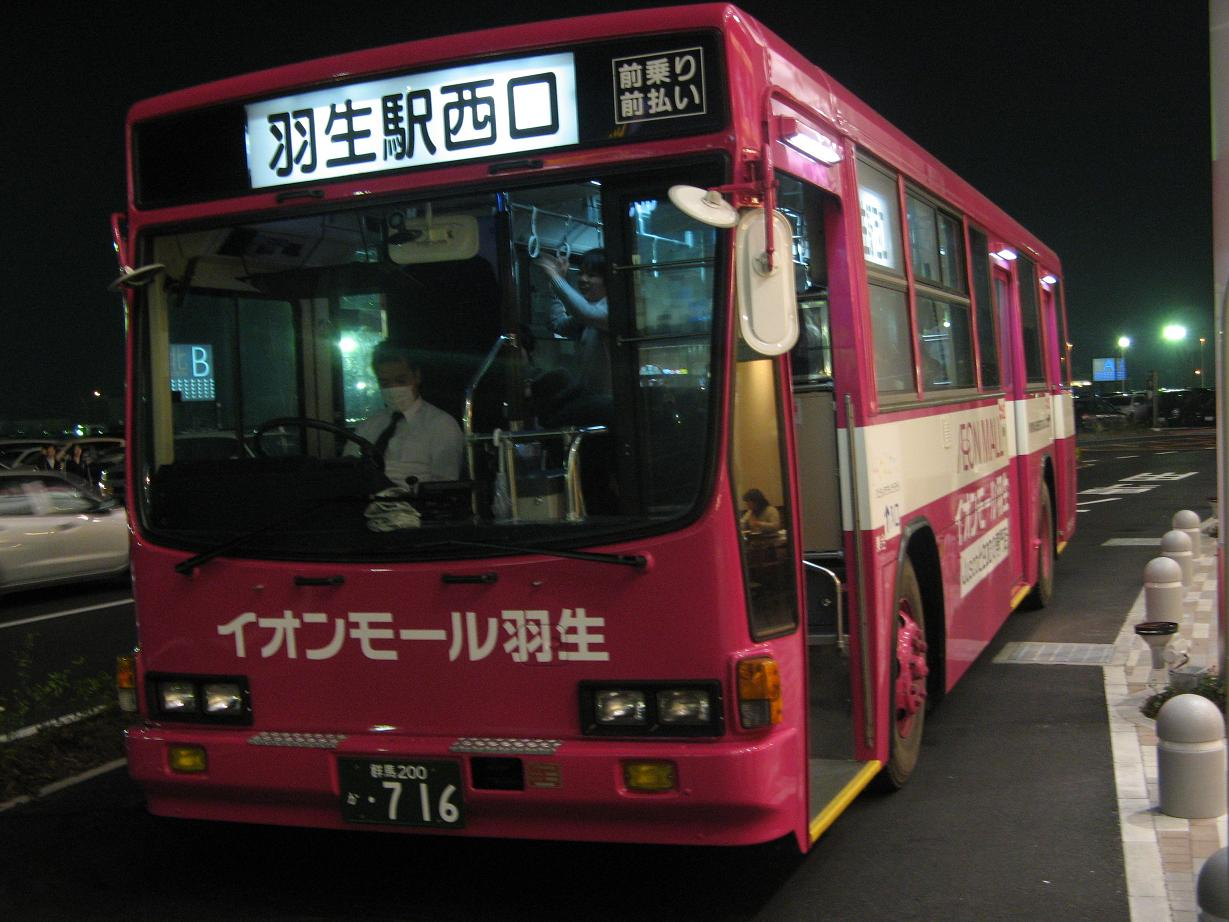
イオンモール羽生線の車両
いすゞ・キュービック
東京ベイシティバスからの移籍車

  - 羽生駅西口→下岩瀬→羽生総合病院→埼玉純真短期大学→工業団地→イオンモール羽生
  - 羽生駅西口←下岩瀬←埼玉純真短期大学←羽生総合病院←工業団地←イオンモール羽生
  - 羽生駅西口 - 下岩瀬 - 羽生総合病院 - 工業団地 - イオンモール羽生
  - 羽生駅西口 - 下岩瀬 - 工業団地 - イオンモール羽生
- 愛藍タウン経由
  - 羽生駅西口 - 羽生第一高校 - 愛藍タウン - 工業団地 - イオンモール羽生
  - 羽生駅西口 - 羽生第一高校 - 愛藍タウン - 工業団地入口 - 小松台一丁目 - イオンモール羽生

羽生駅西口を起点に埼玉県道60号羽生外野栗橋線、国道122号を通りイオンモール羽生へ向かう路線である。朝（7-9時台）羽生駅発の便はイオンモール羽生南口に停車する。
開業当時の途中停留所は下岩瀬のみだったが、2015年9月24日に新しい停留所が新設された。通勤時間帯は工業団地入口、小松台1丁目を経由し、通勤時間帯以外は新設された小松台工業団地を経由する。
2018年5月1日、羽生総合病院の移転に伴い、羽生病院を経由する系統が新設された。
2019年10月1日よりWAONでの運賃支払いに対応した。
2020年8月25日、時刻とルートを改正。羽生第一高校、愛藍タウン停留所を新設した一方で、羽生病院、下岩瀬停留所は同日開設の新路線「愛藍タウン循環バス（羽生病院経由）」へ移行した。
2022年9月1日、愛藍タウン循環バスと路線を統合し時刻改正。イオンモール羽生南口停留所を新設。
2023年12月31日を以って廃止となった。なお、翌2024年1月1日からは、朝日自動車が羽生駅-イオンモール羽生間の路線を新設した（工業団地や高校・愛藍タウンには一切経由せずショートカットルートになり、1時間に1本程度に削減されるなど、当社路線に比べて簡素化される）。
週末や祝日には自家用車での来客が多いため、イオンモール羽生発の便は1車線しかない国道122号への道路が断続的に渋滞し、埼玉県道32号鴻巣羽生線とイオンモール羽生の南側を結ぶ道路の交差点の信号機が整備されていないため、定時運行ができないことが多い。
モラージュ菖蒲線
- 北本駅東口 - 朝日4丁目 - モラージュ菖蒲中央口

モラージュ菖蒲の開業に合わせて開設された。JR高崎線北本駅東口を起点に、途中朝日4丁目を経由し埼玉県道312号下石戸上菖蒲線、埼玉県道310号笠原菖蒲線を通り、モラージュ菖蒲へ向かう路線である。開業当初は直行バスであったが、後に朝日4丁目バス停が追加設置された。
2010年に隣駅である桶川駅からの朝日自動車の急行バスが開設されてからは本数が削減され、2012年12月7日からはさらに削減、2013年2月3日に路線廃止となった。
イオンモール春日部線

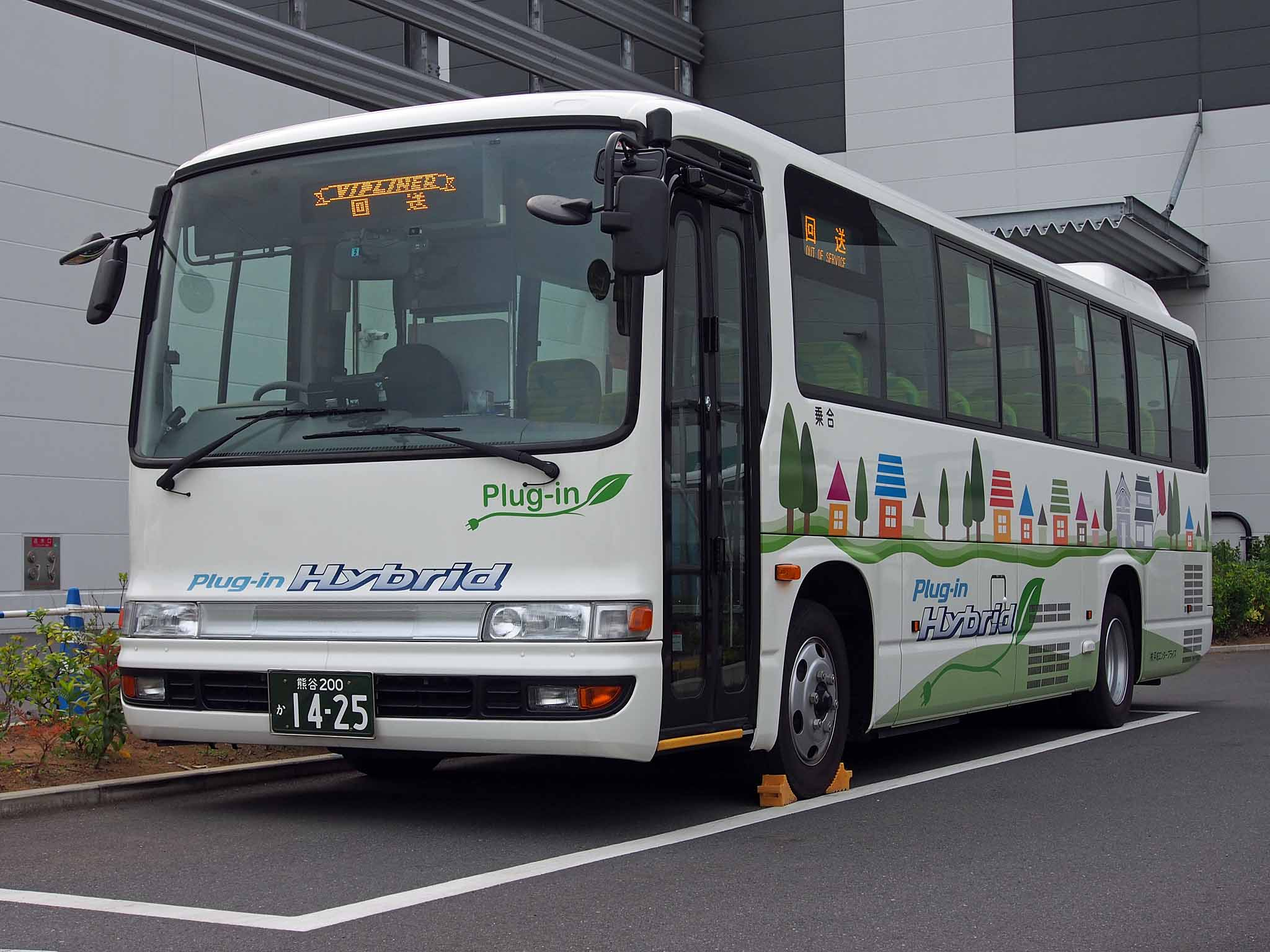
メルファプラグインハイブリッド
2016年にイオンモール春日部線専用車として導入され、日本初のPHVバス営業運行を開始した。

- 春日部駅東口 - ヤマダ電機前 - イオンモール春日部 - 庄和高校 - 金崎 - 南桜井駅北口

イオンモール春日部開業1か月前の2013年2月6日より運行開始された。春日部駅東口を起点に、埼玉県道2号さいたま春日部線、国道16号春日部野田バイパス、埼玉県道321号西金野井春日部線 を経由して、南桜井駅へ向かう路線である。
開業当初はイオンモール春日部で路線が分割されており、南桜井駅発着便も国道16号を経由していたが、2014年4月1日より路線を統合し、西金野井春日部線上の庄和高校バス停を新設して経由地の変更を行った。
2016年3月13日にダイヤ改正を行い、開設以来の全日ダイヤを平日・土休日ダイヤに変更し土休日の増便を行った。これに伴い、日野・メルファ プラグインハイブリッドを導入し、日本初のPHV（プラグインハイブリッド）バスによる営業運行が開始された。
2017年9月15日より、春日部駅東口 - ヤマダ電機前間に停留所（古利根公園橋北、湯楽の里）を新設。2018年6月1日より龍Q館に停留所を新設、一部の便が経由を開始した。
2019年10月1日からは、WAONでの運賃支払いに対応した。
2020年4月1日に時刻改正。2020年4月4日より、新型コロナウイルスの影響により龍Q館経由は運休した。
2020年9月1日の時刻改正で大幅に減便され、また同年内で廃止予定と発表された。2020年12月31日をもって路線廃止となった。
愛藍タウン循環バス（羽生病院経由）
- 羽生駅西口 - 下岩瀬 - 羽生病院 - 下岩瀬 - 羽生駅西口
- 羽生駅西口 - 下岩瀬 - 羽生病院 - 純真短期大学 - 下岩瀬 - 羽生駅西口
- 羽生駅西口 - 下岩瀬 - 羽生病院 -  愛藍タウン - 羽生第一高校 - 羽生駅西口
- 羽生駅西口 - 下岩瀬 - 羽生病院 -  愛藍タウン - 純真短期大学 - 羽生第一高校 - 羽生駅西口

2020年8月25日運行開始。2022年9月1日、イオンモール羽生線と統合された。

### コミュニティバス
2024年3月31日以降、運行路線なし

#### 廃止路線
- 志木市福祉バス「ふれあい号」

2024年3月30日を以て廃止
- 吉見町巡回バス
  - 北西コース・吹上駅線
  - 西コース・森林公園駅線
  - 東南コース・北本駅線

2019年3月末を以て廃止。詳細は当該記事を参照。

## VIPラウンジ
東京・京都・大阪（梅田）・名古屋にVIPラウンジ、なんばにVIPヴィラを開設している。かつてはなんば・新宿にもVIPラウンジがあったが、前者は2016年10月31日・後者は2020年9月6日をもって閉鎖している。
VIPラウンジは乗車・降車両日に高速バス利用者が利用できる施設で、フィッティングルームやインターネットスペースなどを備えている。2011年1月よりツアーバスを利用しなくても有料で使用できるようになった ほか、東京では日中「HUBcafe TOKYO」という名称で営業している。また、高速バスの各種オプションをその場で購入することができる。2016年4月4日のバスタ新宿開業に伴い、新宿VIPラウンジはリラクゼーションスペースとしてリニューアルオープン。同年4月4日にVIPヴィラなんばがオープンした。また大阪（梅田）は当初はVIPスタンドだったが、2017年3月1日にVIPラウンジへと変更になった。

## VIP view Tour

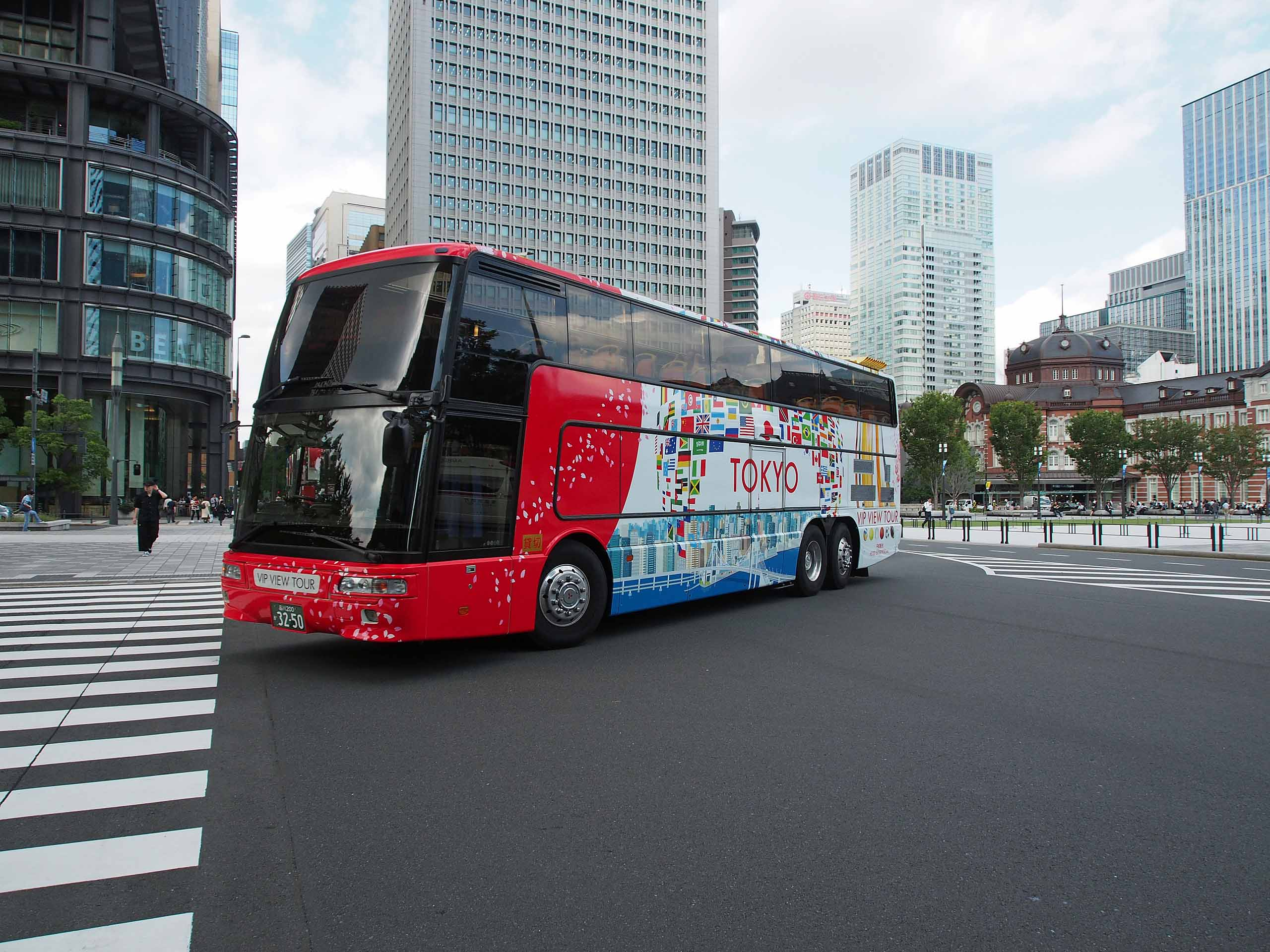
VIP view Tour専用車

2019年3月29日より、2階建てオープントップバスによる東京都内観光バス「VIP view Tour」を運行開始した。八重洲の東京VIPラウンジから皇居・六本木・東京タワー・銀座方面を周回する「シティコース」とレインボーブリッジや臨海副都心を周回する「ベイコース」の2コースで運行開始され、2019年7月16日からは、上野発の「ダウンタウン浅草コース」と新宿発の「ライブTOKYOコース」が追加された。
専用車両として三菱ふそう・エアロキングが使用される。

## 車両
新車は日野自動車製を中心に導入している。

## バス事業以外

### 現行事業
旅行系IT事業
- 日本を訪れる海外からの旅行客を対象とした日本に関する情報発信サイト「JAPAN555」をはじめ、8カ国語にわたるウェブサイトを運営。

ホテル事業
- 2014年8月、簡易宿所（ドミトリー）「ゲストハウスWASABI」を開設しホテル事業に参入。
  - ホステルわさび名古屋駅前
  - ホステルわさび大阪 Bed with Library
  - 白川郷 民宿 古志山 - 2020年8月オープン
- 閉店した施設
  - ホステルわさび京都町屋SOBA - 2019年2月閉店
  - 旅館＆ホステルわさび日暮里 - 2020年9月閉店

フィットネス事業
- カーブスジャパンとのフランチャイジー契約を締結し、フィットネス事業として女性専用フィットネスクラブ「カーブス」を東京都内と埼玉県内に7店舗を運営する。
- かつては「ストレッチ&ボディケア m.o.v.e」を東京都内で2店舗運営していたが、2020年6月に店舗スタッフによるMBOが行われ、グループを離脱した[41]。

農業
- 2021年7月に農業を行うための「ベリーベリーベリー」を設立した[42]。

その他の事業
- ハイヤー事業（羽田空港・成田空港）
- 定額制セルフエステ「自分がエステティシャン」（東京・京都）
- 河口湖クラフトパーク - 河口湖畔に所在する体験施設。子会社のクラフツアーツが運営。
- 大型自動車免許専門自動車教習所「VIP DRIVING SCHOOL Pro」（加須営業所に併設）

### 過去の事業
外食事業
- かつてはラーメン店を運営していた[43]。
- サブウェイとのフランチャイジー契約を締結し、2015年5月立教大学新座キャンパス内に開店。2019年3月閉店[6]。
- 2018年には名古屋市内に中川翔子がプロデュースするベトナム料理と猫カフェの複合店「ミラクルキャット」を開店した[44]が、2019年1月をもって閉店した[6]。

ネイルサロン
- 2014年12月、大阪VIPスタンド内にてネイル施術サービスを開始[45]。2015年4月、ネイルサロン「ルピナス」大阪店を大阪VIPスタンド内にオープン[6]、以降主にVIPラウンジ内に出店していた。
- 2019年7月現在、5店舗が出店していた[46]が、2019年11月15日から2020年3月31日までに全店舗が順次閉店した[47][48][49][50]。

介護事業
- 埼玉県さいたま市で、地域密着型通所介護施設「だんらんの家」を運営していた。
  - だんらんの家日進 - 北区日進町。2012年4月開業、2019年4月閉鎖[6]。
  - だんらんの家大和田町 - 見沼区大和田町。2015年3月開業、2020年1月事業譲渡[6]。